# Santa Catarina
Pour les articles homonymes, voir Santa Catarina (homonymie).
Santa Catarina (prononcé en portugais : [ˈsɐ̃tɐ kataˈɾinɐ]) est un État du sud du Brésil ; sa capitale est Florianópolis. Il est situé entre l'État du Rio Grande do Sul au sud et l'État du Paraná au nord. À l'ouest, il partage une frontière avec l'Argentine. Son nom vient de l'île de Santa Catarina.
En 2019, l'État, qui compte 3,4 % de la population brésilienne, est responsable de 3,8 % du PIB du pays,,,.

## Histoire
L'État fut créé avec l'arrivée des Espagnols sur l'île de Santa Catarina en 1542. Les Portugais en prirent le contrôle en 1675. La colonie de Santa Catarina fut établie en 1738. La région connut plusieurs vagues d'immigration venant de l'Europe, principalement de l'Allemagne (à partir du XIXe siècle) mais aussi de l'Italie, de la Pologne et de la Russie, et, depuis les années 1950, du Japon.
Dès le 28 mars 2004, l'État a été frappé par le premier ouragan enregistré dans l'océan Atlantique sud. Puisqu'il n'y a aucun nom pour désigner un tel événement, les météorologues brésiliens l'ont appelé Catarina, d'après le nom de l'État.

### Gouverneurs
| Période | Période  | Identité                        | Étiquette | Qualité |
| ------- | -------- | ------------------------------- | --------- | ------- |
| 1991    | 1994     | Vilson Pedro Kleinübing         | PFL       |         |
| 1994    | 1995     | Antônio Carlos Konder Reis      | PFL       |         |
| 1995    | 1999     | Paulo Afonso Evangelista Vieira | PMDB      |         |
| 1999    | 2003     | Esperidião Amin Helou Filho     | PPB       |         |
| 2003    | 2006     | Luiz Henrique da Silveira       | PMDB      |         |
| 2006    | 2007     | Eduardo Pinho Moreira           | PMDB      |         |
| 2007    | 2010     | Luiz Henrique da Silveira       | PMDB      |         |
| 2010    | 2010     | Leonel Pavan                    | PSDB      |         |
| 2011    | 2018     | João Raimundo Colombo           | DEM       |         |
| 2018    | 2018     | Eduardo Pinho Moreira           | PMDB      |         |
| 2019    | 2022     | Carlos Moisés                   | PSL       |         |
| 2023    | en cours | Jorginho Mello                  | PL        |         |

## Géographie

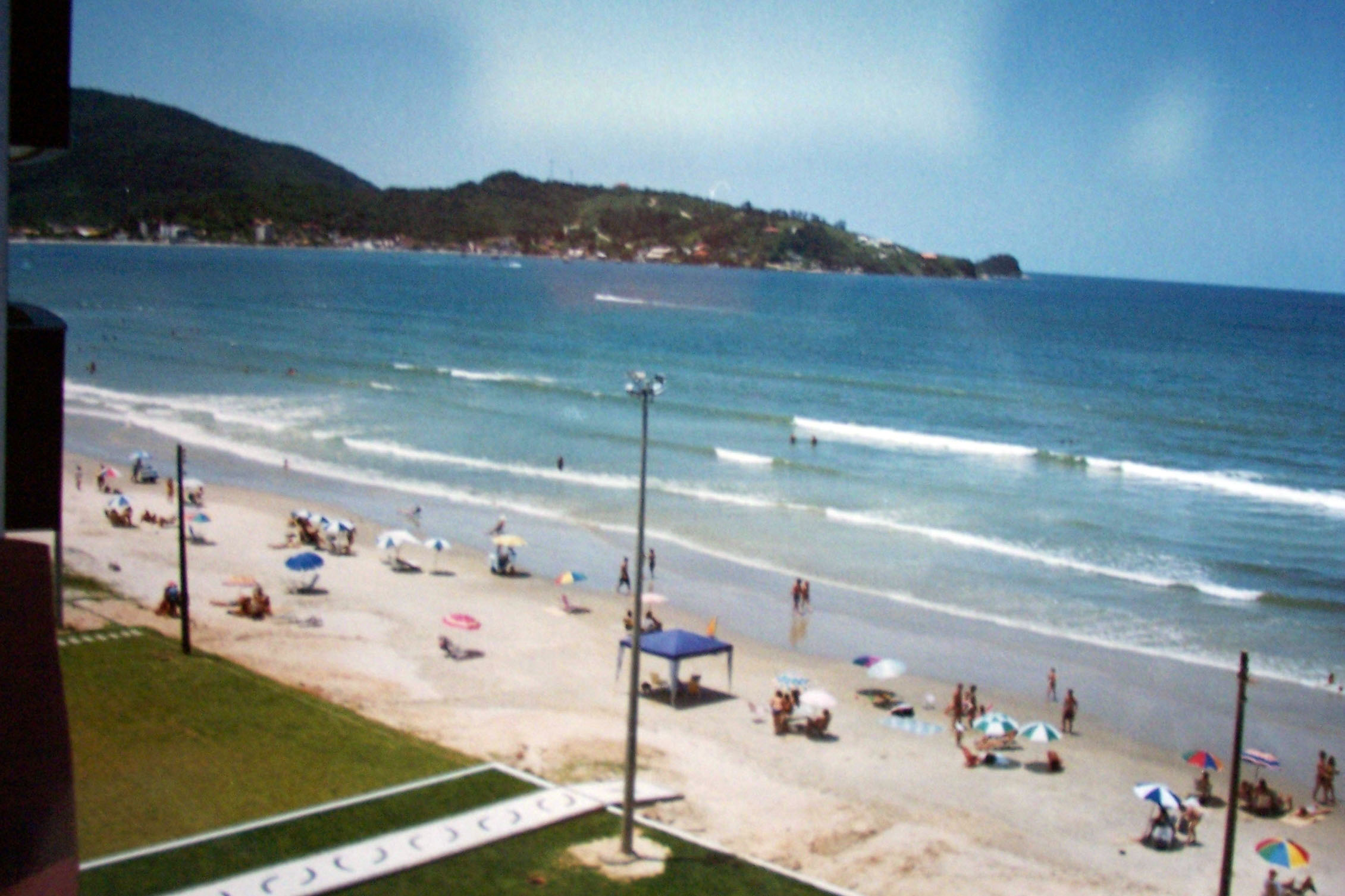
La ville de Itapema, sur la côte de Santa Catarina.

### Relief et climat
Le relief de l'État est très contrasté, le littoral est formé de plaines côtières, de petites baies et d'îles, en revanche, l'intérieur des terres est une région montagneuse dont l'altitude peut atteindre 1 800 m. Cela se répercute sur le climat, les côtes sont sous un climat tempéré chaud humide (moyennement chaud (18 °C et humide) alors que dans les régions montagneuses, le climat montagnard s'impose avec des hivers apportant neige et gelées. C'est d'ailleurs l'État du Brésil le plus froid.

### Hydrographie
L'hydrographie de la région est très complexe, il s'agit de multiples rivières qui s'articulent autour de la rivière Itajaí dans le secteur du littoral, alors que la région des plateaux est traversée par le fleuve Uruguay et ses affluents.

## Économie

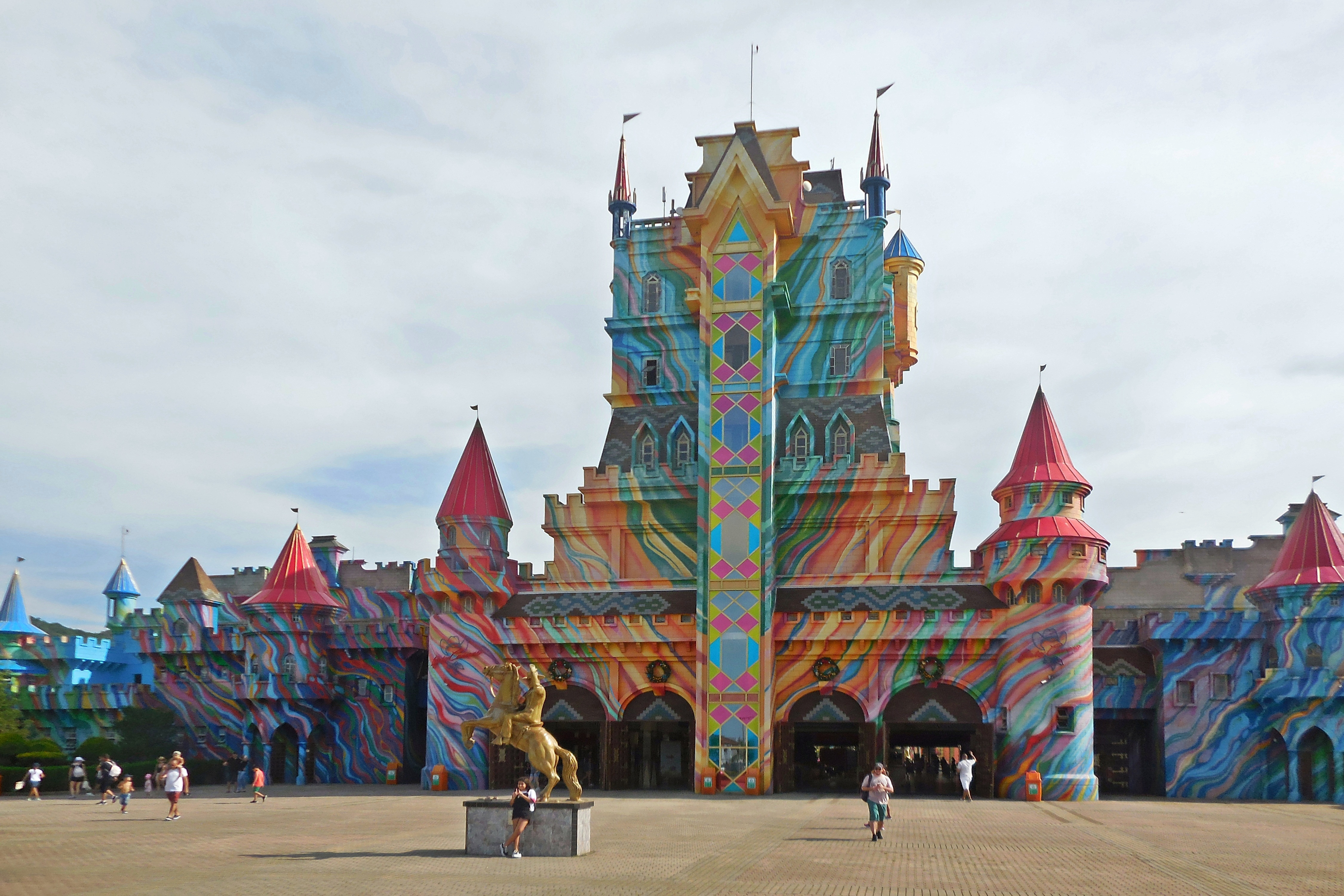
Beto Carrero World, le plus grand parc d'attractions d'Amérique latine.

L'économie de l'État est basée sur l'agriculture, l'industrie et le tourisme.
L'agriculture est composée de l'élevage, la culture du blé avec l'élevage porcin, l'élevage laitier, la culture du soja, de fruits, le riz et d'autres cultures traditionnelles comme la fumaison, le haricot, l'oignon, la pomme de terre. Cette agriculture occupe 25 % de la superficie de l'État.
L'industrie locale est dominée par la production métallurgique, mécanique, électrique mais aussi par le textile. Plus récemment, il y a eu création dans les secteurs tels que la plasturgie et l'informatique.
Au niveau des mines, très présentes aussi, l'extraction du charbon prime pour alimenter les centrales thermoélectriques.
Les réserves forestières des massifs montagneux qui commençaient à s'épuiser à cause de leur ancienne surexploitation a conduit à un reboisement, un meilleur contrôle et une modernisation des industries du papier et de la cellulose ainsi qu'à une relance de l'industrie du meuble.
Le tourisme a aussi une influence sur l'économie avec les 26 plages sur 560 km de côtes qui sont fréquentées par les touristes argentins, uruguayens et paraguayens. La moitié du 1,5 million de touristes argentins qui sont venus au Brésil, se sont rendus dans cet État.

### Agriculture

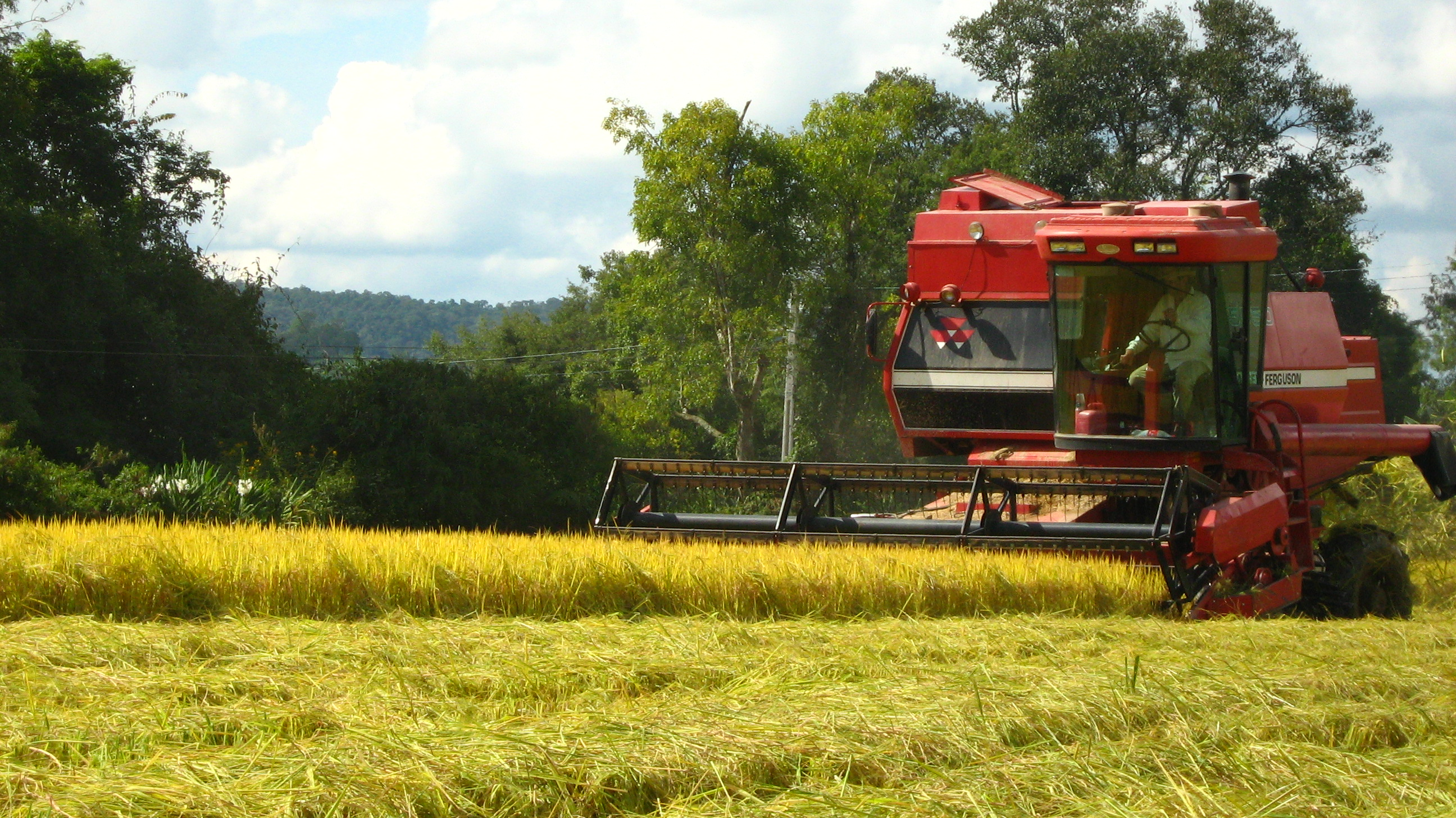
Plantation de riz près de Rio do Sul.

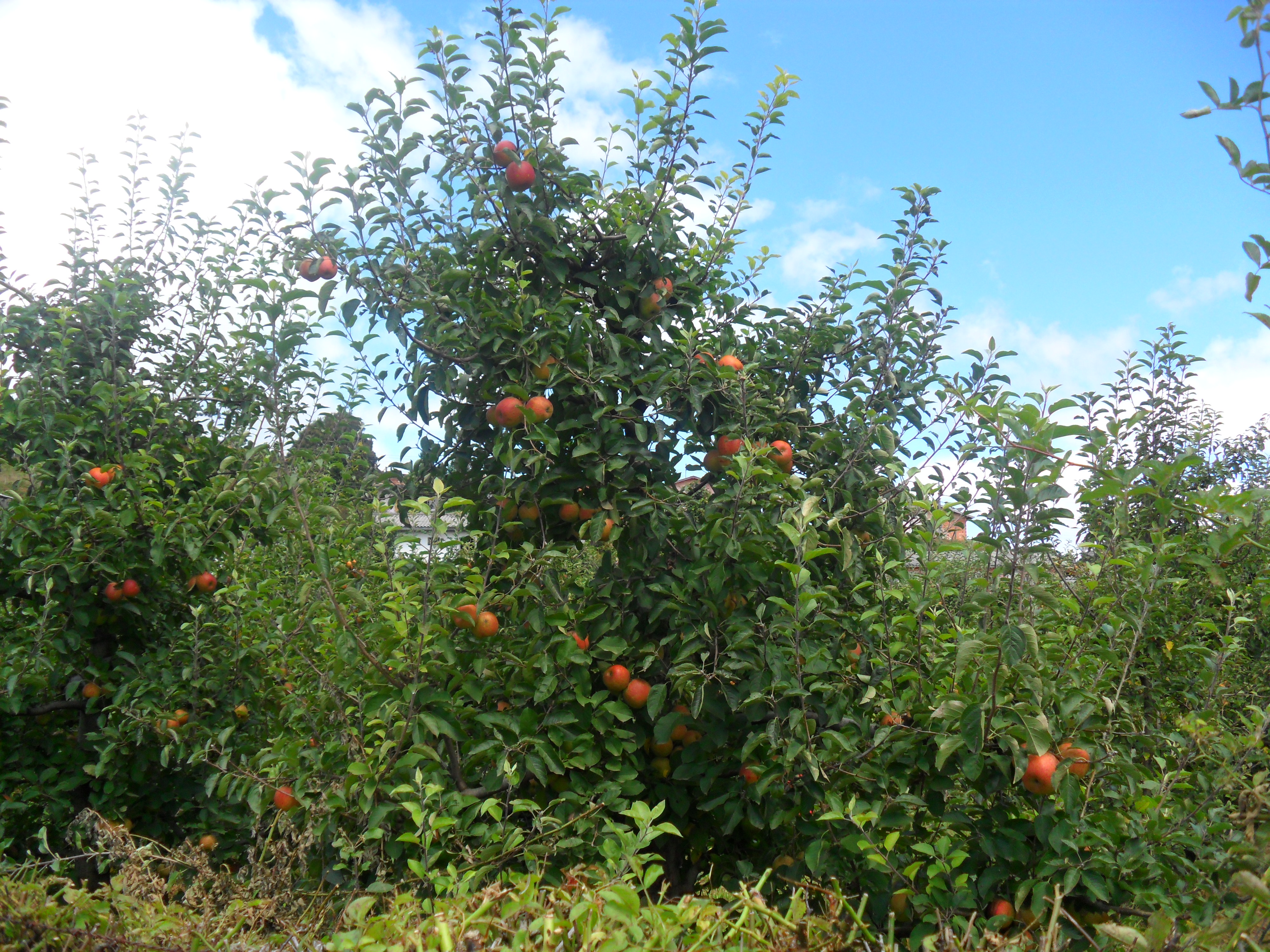
Pommiers à Bom Jardim da Serra.

Dans l'agriculture, l'État se distingue par la production de riz, pomme et oignon, en plus d'avoir une production importante de soja, maïs, banane, raisin, ail, orge, blé et yerba mate.
Avec seulement 1,12 % du territoire national, Santa Catarina était le huitième producteur de maïs et le onzième producteur de soja au Brésil, en 2017. Mais lorsque le volume produit est pris en compte Par taille de la superficie, l'État devient le leader national du maïs, avec une moyenne de 8,1 mille kilos par hectare, et le deuxième de la productivité du soja, avec 3 580 kilos par hectare. En 15 ans, il y a eu une croissance de 118 % de la productivité du maïs et de 58 % du soya. En 2019, la production de maïs de l'État a atteint 2,8 millions de tonnes (en 2018, le Brésil était le troisième producteur mondial, avec 82 millions de tonnes. Cependant, la demande annuelle de maïs dans l'État est de 7 millions de tonnes). tonnes: 97 % sont destinés à la consommation animale, en particulier pour la production de porcs et de poulets de chair (83,8 %), puisque Santa Catarina est le plus grand État producteur de porcs du Brésil et le deuxième plus grand producteur de volaille. Le déficit est couvert par les importations interétatiques, principalement en provenance du Mato Grosso do Sul, du Mato Grosso, du Paraná et de Goiás, et de pays comme l'Argentine et le Paraguay. Dans la production de soja, l'État a récolté en 2019 2,3 millions de tonnes (le Brésil en a produit 116 millions de tonnes cette année, étant le plus grand producteur au monde),,,,.
L'État était le deuxième producteur de riz du pays en 2020, juste derrière Rio Grande do Sul. Cette année, l'État a récolté environ 1,1 million de tonnes de produit. La production nationale totale était de 10,5 millions de tonnes cette année,.
Les trois États du sud du pays sont responsables de 95 % de la production nationale de pomme et Santa Catarina figure en tête de la liste de production, en concurrence avec le Rio Grande do Sul. La région de São Joaquim est responsable 35% de la plantation nationale de pommes.
Santa Catarina est également un leader national dans la production de oignon. En 2017, elle a produit 630 mille tonnes, notamment dans les communes d'Alfredo Wagner, Angelina et Rancho Queimado,.
Dans la production de banane, en 2018, Santa Catarina était le quatrième producteur national.
Santa Catarina était le troisième producteur de ail au Brésil en 2018, avec une superficie plantée d'environ deux mille hectares. La région de Curitibanos est le plus grand producteur de l'état,.
Santa Catarina est l'un des rares États du pays à cultiver orge. Dans la période 2007-2011, l'État détenait 2,5 % de la production nationale. La culture a été concentrée dans les microrégions de Canoinhas (57,6 %), Curitibanos (26,5 %) et Xanxerê (11,5 %). C'est également l'un des rares États qui cultive du blé, également en raison du facteur climatique. En 2019, la production estimée de l'État était de 150 mille tonnes, encore faible par rapport aux 2,3 millions de tonnes produites à la fois par Rio Grande do Sul et Paraná. Parce que le pays doit importer ces 2 céréales en grand volume chaque année, l'État a essayé de stimuler la production de céréales d'hiver avec des programmes d'incitation,,.
Concernant yerba mate, Santa Catarina a produit près de 100 000 tonnes en 2018, principalement dans les villes de Chapecó et Canoinhas.
L'État avait une production annuelle d'environ 23 000 tonnes de raisin en 2019, 86 % de la production publique étant située dans les municipalités de Caçador, Pinheiro Preto, Tangará et Videira. Cependant, l'essentiel de la production nationale se situe au Rio Grande do Sul (664,2 milliers de tonnes en 2018),.

### Bétail

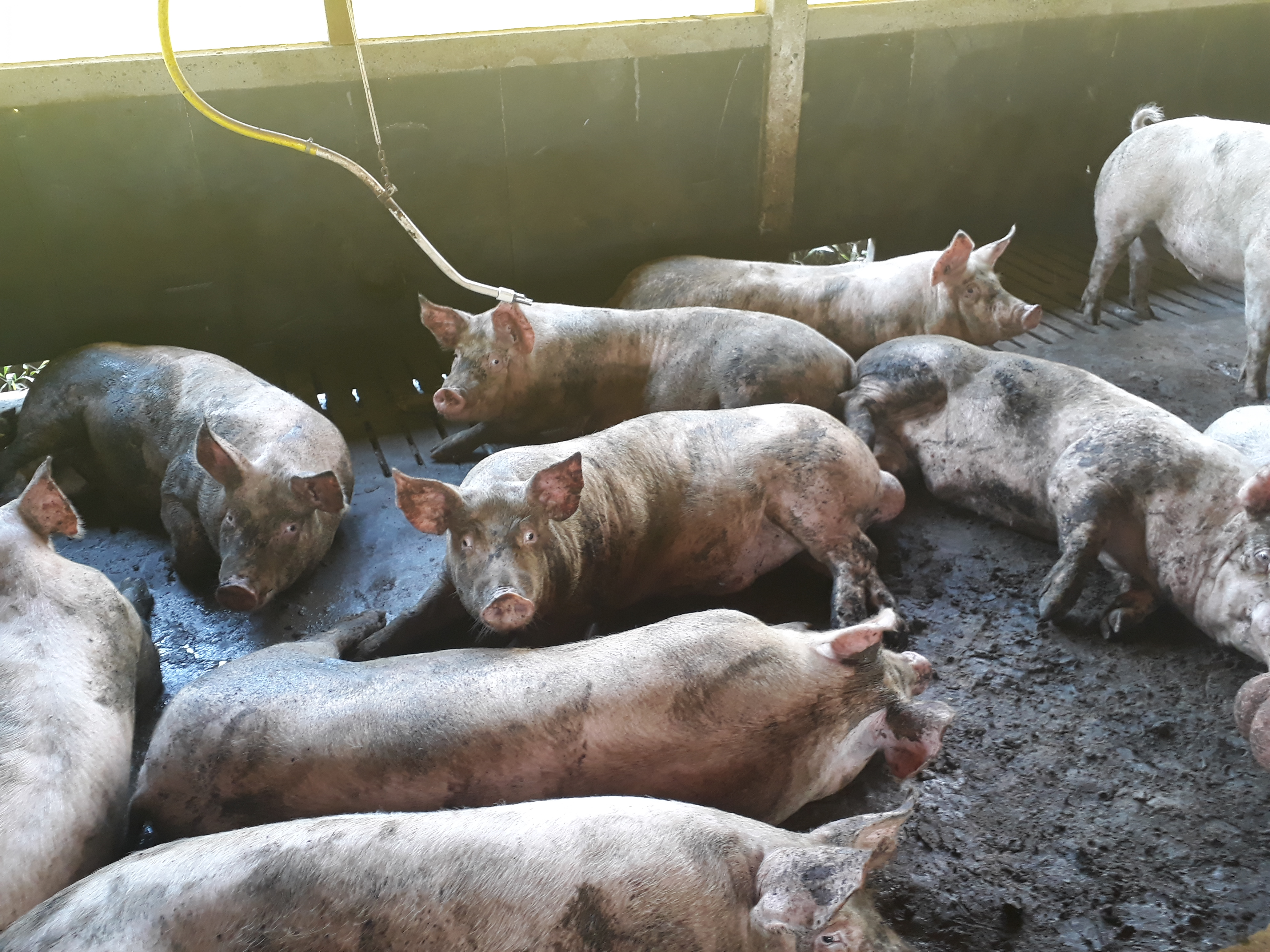
Élevage de porcs à Jaborá

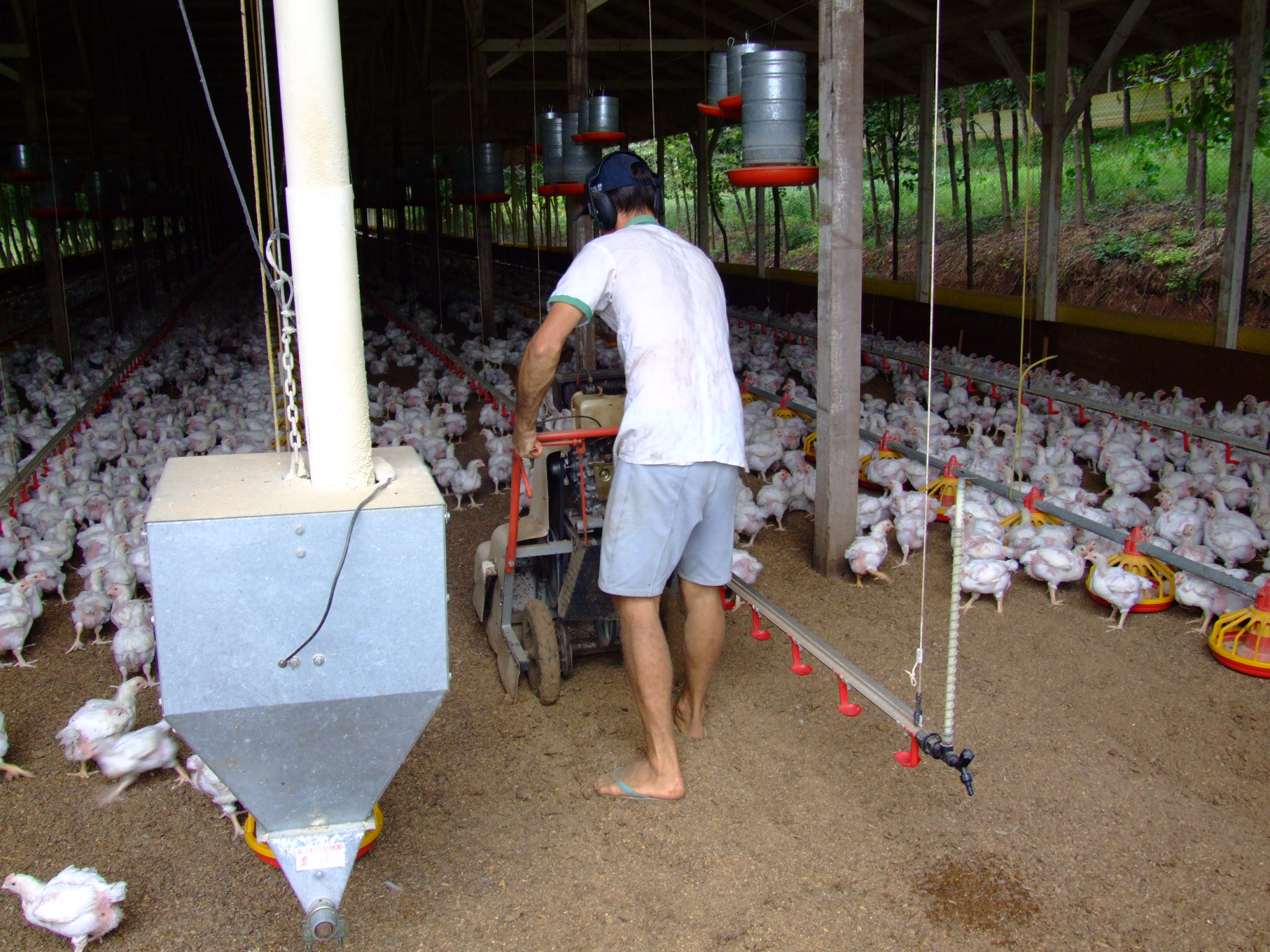
Élevage de volailles à Campos Novos

En viande de porc, Santa Catarina est le plus grand producteur du Brésil. L'État est responsable de 28,38% de la production du pays et de 40,28% des exportations brésiliennes de porc. Le nombre de porcs au Brésil était de 41,1 millions de têtes en 2017. Santa Catarina détenait 19,7% du total,,.
Le nombre de poulets au Brésil était de 1 400 millions de têtes en 2017. Santa Catarina détenait 10,8% du total national, étant le quatrième plus grand État du pays.
Dans la production de lait, le Brésil est le cinquième producteur de lait au monde, ayant obtenu, en 2018, près de 34 milliards de litres, soit 4% de la production mondiale. L'État de Santa Catarina était responsable de 8,78% de la production nationale, soit près de 3 milliards de litres de lait. Dans la production de œufs, Santa Catarina représentait 4,58% du total national, qui était de 3,6 milliards de douzaines en 2018. Seul l'État était responsable de 165 millions de douzaines.
En élevant bœuf, le Brésil comptait près de 215 millions de têtes en 2017. Santa Catarina avait environ 5 millions de têtes de bétail en 2018,.
Santa Catarina était le cinquième producteur de miel du pays en 2017, avec 10,2% du total national.
La pêche joue un rôle important dans l'économie de l'État. La production de huîtres, pétoncle et moules au Brésil était de 20,9 mille tonnes en 2017. Santa Catarina était le principal État producteur, responsable de 98,1% de la production nationale. Palhoça, Florianópolis et Bombinhas ont mené le classement des municipalités.

### Exploitation minière

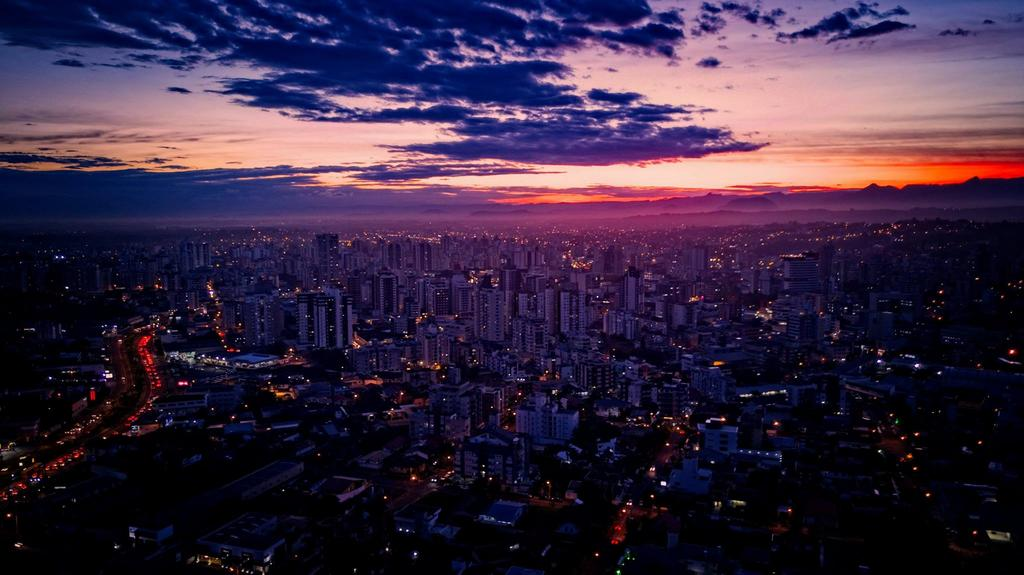
Coucher de soleil à Criciúma.

Santa Catarina est le plus grand producteur de charbon du Brésil, principalement dans la ville de Criciúma et ses environs. La production de charbon minéral brut au Brésil était de 13,6 millions de tonnes en 2007. Santa Catarina a produit 8,7 Mt (millions de tonnes); Rio Grande do Sul, 4,5 Mt; et Paraná, 0,4 Mt. Malgré l'extraction de charbon minéral au Brésil, le pays doit encore importer environ 50% du charbon consommé, car le charbon produit dans le pays est de faible qualité, car il a une concentration plus faible de carbone. L'Afrique du Sud, les États-Unis et l'Australie figurent parmi les pays qui fournissent du charbon minéral au Brésil. Le charbon minéral au Brésil fournit en particulier des centrales thermoélectriques qui consomment environ 85% de la production. L'industrie du ciment du pays, en revanche, est approvisionnée en environ 6% de ce charbon, laissant 4% pour la production de papier cellulosique et seulement 5% dans les industries alimentaire, céramique et céréalière. Le Brésil possède des réserves de tourbe, de lignite et de houille. Le charbon totalise 32 milliards de tonnes de réserves et se trouve principalement dans le Rio Grande do Sul (89,25% du total), suivi de Santa Catarina (10,41%). Le gisement de Candiota (RS) ne possède que 38% de tout le charbon national. Comme il s'agit d'un charbon de qualité inférieure, il n'est utilisé que dans la production d'énergie thermoélectrique et sur le site du gisement. La crise pétrolière des années 1970 a conduit le gouvernement brésilien à créer le plan de mobilisation énergétique, avec des recherches intenses pour découvrir de nouvelles réserves de charbon. La Commission géologique du Brésil, grâce à des travaux menés dans le Rio Grande do Sul et Santa Catarina, a considérablement augmenté les réserves de charbon connues auparavant entre 1970 et 1986 (principalement entre 1978 et 1983). Un charbon de bonne qualité, utilisable en métallurgie et en grands volumes (sept milliards de tonnes), a ensuite été découvert dans divers gisements du Rio Grande do Sul (Morungava, Chico Lomã, Santa Teresinha), mais à des profondeurs relativement importantes (jusqu'à 1 200 m), ce qui a empêché son utilisation jusqu'à présent. En 2011, le charbon ne représentait que 5,6% de l'énergie consommée au Brésil, mais c'est une source stratégique importante, qui peut être activée lorsque, par exemple, les niveaux d'eau dans les barrages sont très bas, ce qui réduit l'offre excédentaire. d'eau. énergie hydroélectrique. Cela s'est produit en 2013, lorsque plusieurs centrales thermoélectriques ont été fermées, maintenant ainsi l'approvisionnement nécessaire, bien qu'à un coût plus élevé,.

### Industrie
En ce qui concerne l'industrie, Santa Catarina avait un PIB industriel de 63,2 milliards de réaux en 2017, soit 5,3% de l'industrie nationale. Il emploie 761 072 travailleurs dans l'industrie. Les principaux secteurs industriels sont: la construction (17,9%), l'alimentation (15,9%), l'habillement (7,4%), les services publics de services industriels, comme l'électricité et l'eau (6,9%) et le textile (6 , 0%). Ces 5 secteurs concentrent 54,1% de l'industrie de l'État.
Les principaux centres industriels de Santa Catarina sont Jaraguá do Sul, Joinville, Chapecó et Blumenau. Le premier a un caractère diversifié, avec des usines de tissus, des produits alimentaires, des fonderies et l'industrie mécanique. L'économie de Chapecó est basée sur l'agro-industrie. Blumenau concentre son activité dans l'industrie textile (avec Gaspar et Brusque) et récemment aussi dans l'industrie du logiciel. À l'intérieur de l'État, il existe de nombreux petits centres de fabrication, liés à la fois à l'industrialisation du bois et à la transformation des produits agricoles et pastoraux.

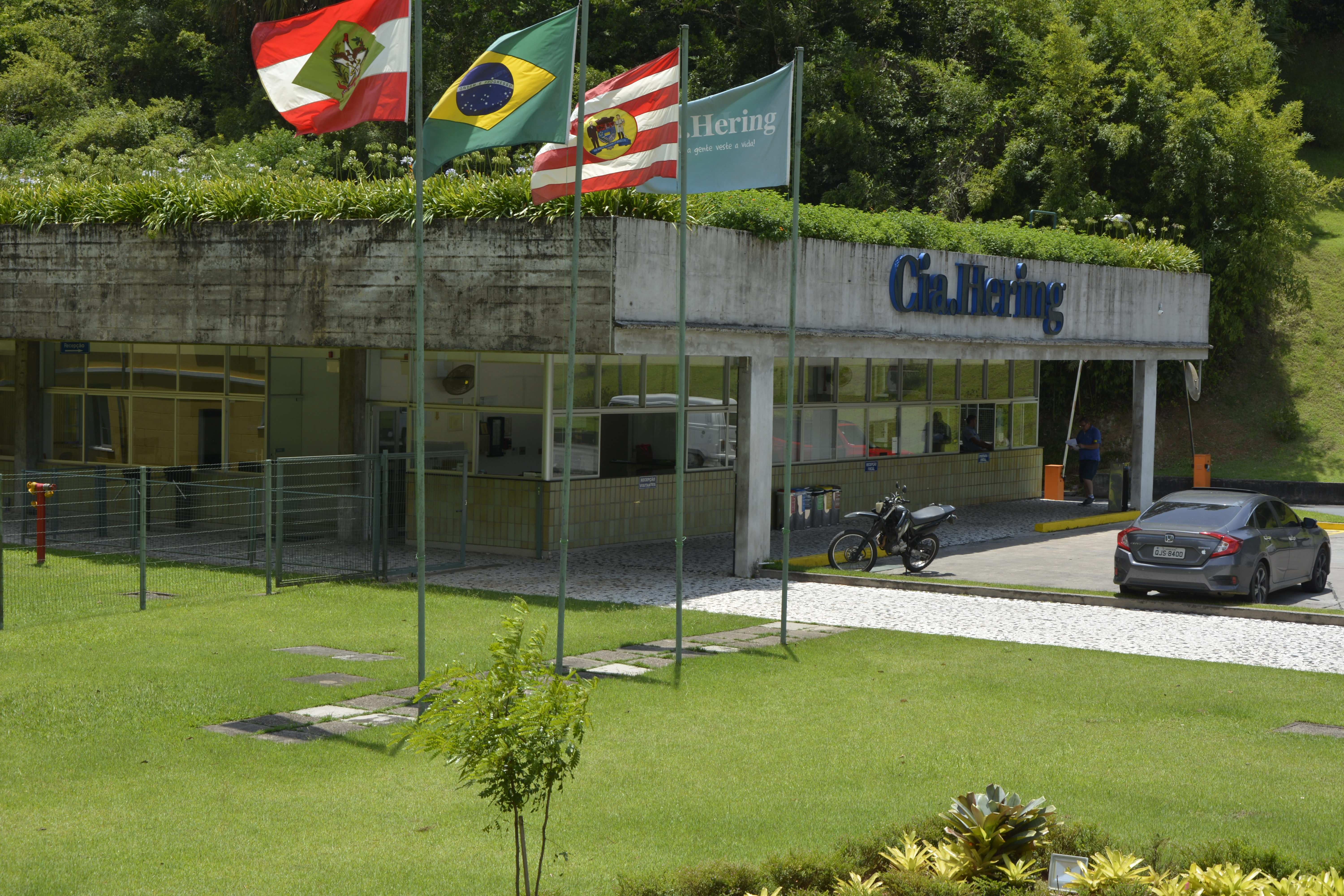
Siège de Hering, à Blumenau

Dans l'industrie textile, Santa Catarina se démarque. Le Brésil, bien qu'il soit parmi les 5 plus grands producteurs mondiaux en 2013 et qu'il soit représentatif dans la consommation de textiles et de vêtements, est très peu intégré dans le commerce mondial. En 2015, les importations brésiliennes se classaient au 25e rang (5,5 milliards de dollars EU). Et au niveau des exportations, il n'était que 40e au classement mondial. La part du Brésil dans le commerce mondial des textiles et des vêtements n'est que de 0,3%, en raison de la difficulté de concurrencer les prix des producteurs en Inde et principalement en Chine. La valeur brute de la production, qui comprend la consommation de biens intermédiaires et de services, de l'industrie textile brésilienne correspondait à près de 40 milliards de réaux en 2015, soit 1,6% de la valeur brute de la production industrielle au Brésil. Le Sud a 32,65% de la production. Parmi les principaux groupes textiles du Brésil, Vale do Itajaí (SC) se distingue. En 2015, Santa Catarina était le deuxième employeur du textile et de l'habillement au Brésil. Il occupe le leadership national dans la fabrication d'oreillers et est le plus grand producteur d'Amérique latine et le deuxième au monde d'étiquettes tissées. C'est le plus grand exportateur du pays de vêtements de salle de bain / cuisine, de tissus en coton et de chemises en coton. Certaines des entreprises les plus connues de la région sont Hering, Malwee, Karsten et Haco.

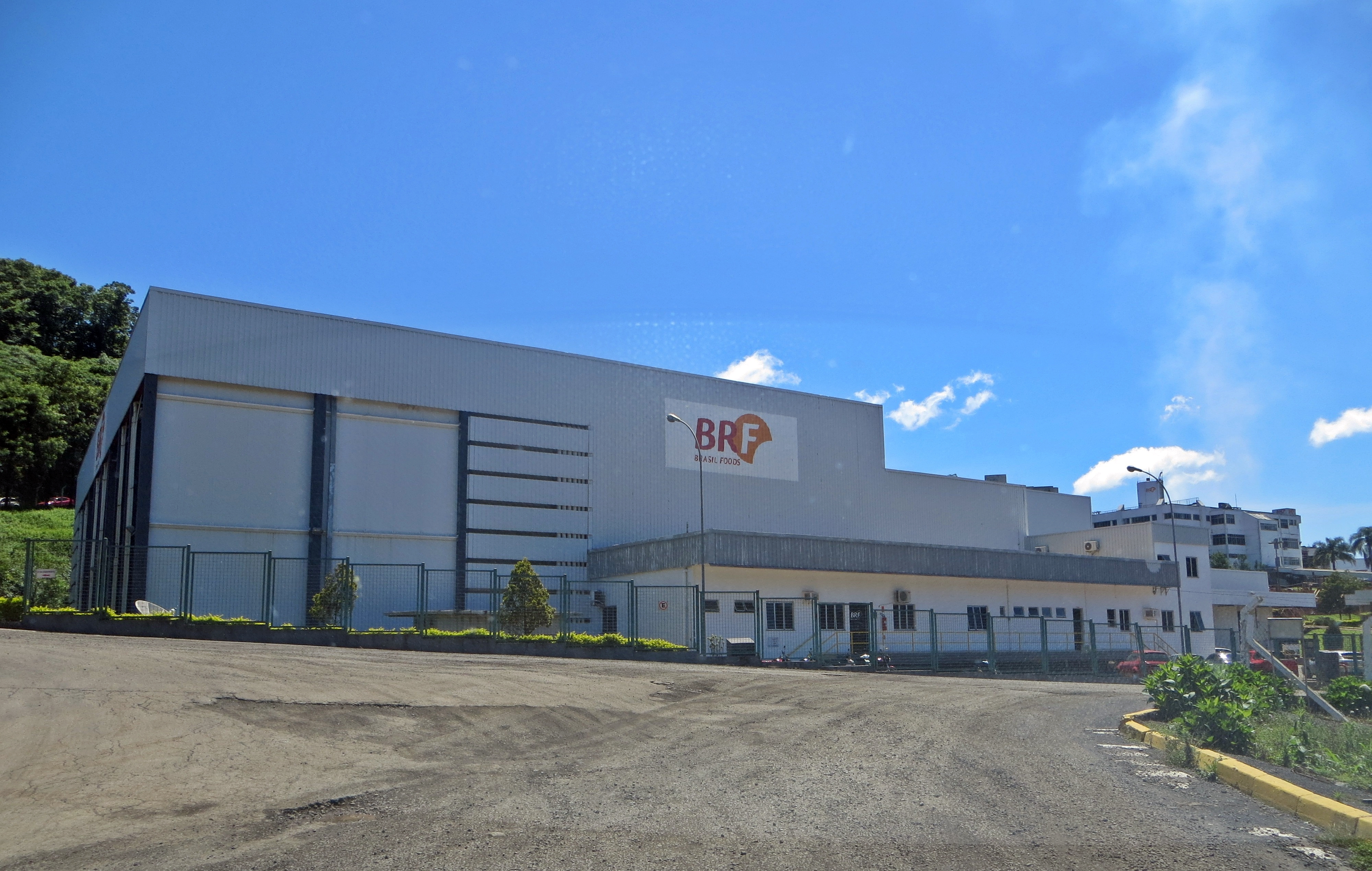
Siège de Perdigão, à Videira

Dans l'industrie alimentaire, en 2019, le Brésil était le deuxième exportateur d'aliments transformés au monde, avec une valeur de 34,1 milliards de dollars en exportations. Le chiffre d'affaires de l'industrie brésilienne des aliments et des boissons en 2019 était de 699,9 milliards de réaux, soit 9,7% du produit intérieur brut du pays. En 2015, le secteur des aliments et boissons industriels au Brésil comprenait 34 800 entreprises (sans compter les boulangeries), dont la grande majorité étaient de petite taille. Ces entreprises employaient plus de 1 600 000 travailleurs, faisant de l'industrie des aliments et des boissons le plus grand employeur de l'industrie manufacturière. Il existe environ 570 grandes entreprises au Brésil, qui concentrent une bonne partie du chiffre d'affaires total de l'industrie. Les 50 premiers étaient: JBS, AmBev, Bunge, BRF, Cargill, Marfrig, LDC do Brasil, Amaggi, Minerva Foods, Coca-Cola FEMSA, Aurora, Vigor, M .Dias Branco, Camil Alimentos, Solar.Br, Granol, Caramuru Alimentos, Bianchini, Copacol, Citrosuco, Três Corações Alimentos, Itambé, Ajinomoto, Algar Agro, Piracanjuba, Vonpar, Agrex, Frimesa, GTFoods Group, Grupo Simões, Elebat Alimentos, Garoto, Pif Paf Alimentos, J. Macêdo, Frigol, Josapar, Olfar Alimento e Energia, Embaré, Alibem, Dalia Alimentos, Asa Participações, Cacique, Frisa, Arroz Brejeiro, Gomes da Costa, Pamplona, Moinhos Cruzeiro do Sul, Better Beef, SSA Alimentos et Correcta. Santa Catarina a créé des entreprises telles que Sadia et Perdigão (qui a ensuite fusionné avec BRF), Seara Alimentos (qui appartient aujourd'hui à JBS), Aurora (tous spécialistes de la viande), Gomes da Costa (poisson et en conserve), Eisenbahn Brewery et Hemmer Alimentos (spécialiste en conserves comme le concombre, betterave, cœur de palmier, entre autres),,.
Dans le secteur automobile, l'État possède des usines GM et BMW.
Dans la région nord de l'État (Canoinhas, Três Barras, Mafra), l'industrie du bois et du papier se distingue, où les grandes industries sont concentrées en raison du potentiel et l'existence de matières premières dans la région. Dans les industries de Serra (Rio Negrinho et São Bento do Sul), des travaux de transformation du bois sont effectués, créant divers dérivés et le produit final. L'État se distingue au niveau national dans la production de meubles en bois. Dans ces villes, avec la ville de Palhoça, le plus grand volume d'entreprises est concentré. L'industrie a une part de 7,5% dans le secteur national. L'État est le deuxième exportateur de meubles du pays (2014). L'industrie du bois de Santa Catarina se distingue avec une part de 17,1% au Brésil. Il est l'un des plus importants du pays dans la production de portes en bois et est un leader national dans les cadres.
Responsable de la gestion de 6,5 milliards de réaux en valeur brute de la production industrielle de Santa Catarina, le secteur papier et cellulose est l'une des vocations économiques les plus importantes dans la partie montagneuse de l'État. À Santa Catarina, il s'agit du huitième pour les exportations et le dixième pour la création d'emplois, avec plus de 20 200 postes vacants, selon les données de 2015. Les municipalités de Lages et Otacílio Costa représentent ensemble environ 47% des exportations du secteur public de la pâte et du papier.
Dans le sud de l'État (y compris les villes de Imbituba, Tubarão, Criciúma, Forquilhinha, Içara et Urussanga) sont concentrées les principales usines de carreaux céramiques au Brésil. L'état de Santa Catarina est également le leader du pays dans la production de vaisselle et de cristaux.

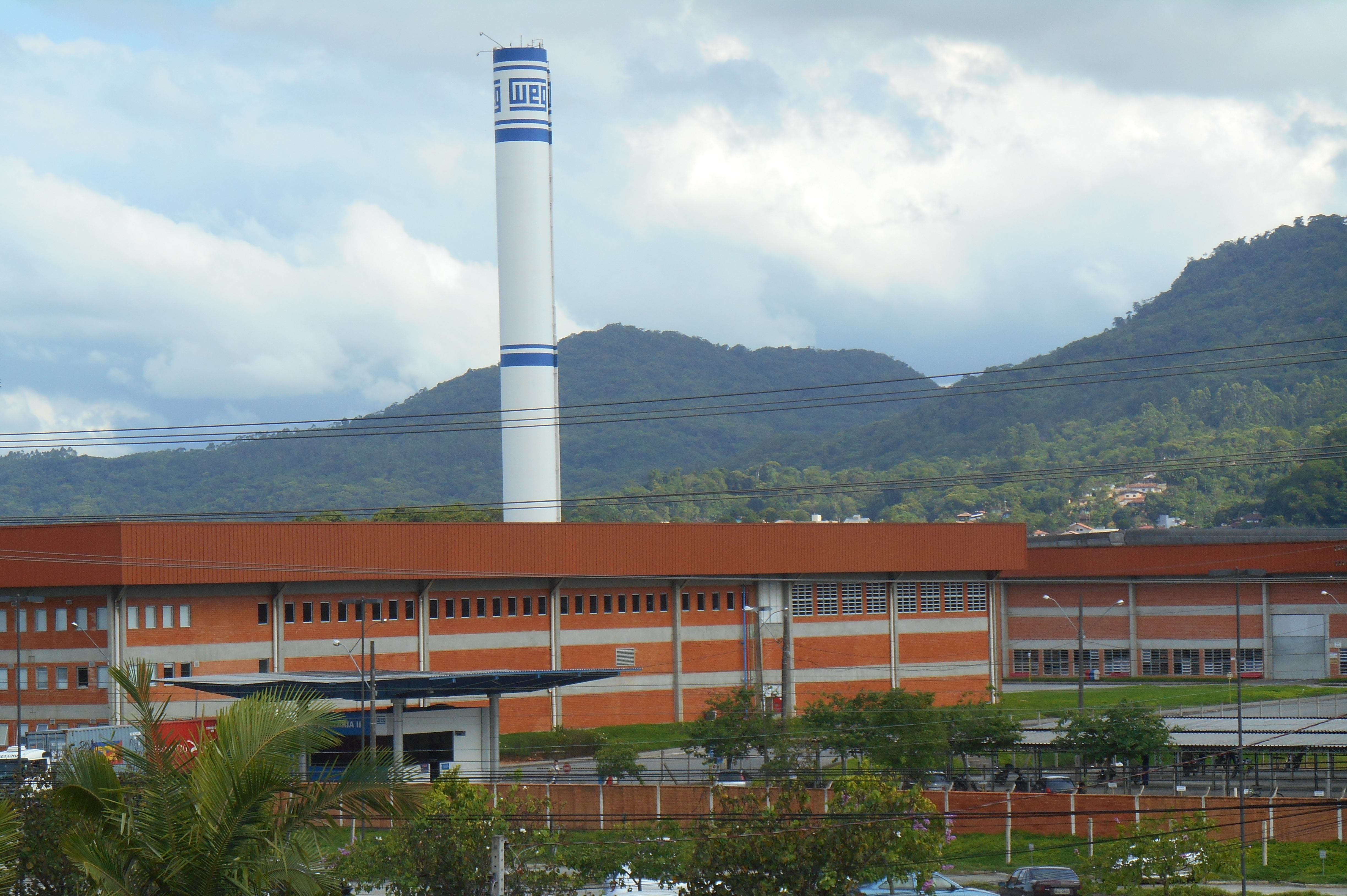
WEG, l'un des plus grands fabricants de matériel électrique au monde

Le nord-est de l'État se distingue par la production de compresseurs de moteur, de pièces automobiles, de réfrigérateurs, de moteurs et de composants électriques, de machines industrielles, de tubes et de connexions. À Santa Catarina, l'industrie des machines et équipements se distingue dans la fabrication de compresseurs, étant le leader des exportations de ce produit parmi les États du pays. C'est également un important producteur d'équipement forestier. Dans le domaine de la métallurgie, l'État compte le plus grand fabricant national d'éviers, de réservoirs et de réservoirs en acier inoxydable, de trophées et médailles, de fixations (vis, écrous, etc.), de réservoirs à double enveloppe pour carburants, de récipients à pression industriels et de ferrures. malléable. C'est le leader mondial des blocs moteurs et des têtes en fer, étant le plus grand exportateur brésilien de ce produit.
Dans l'industrie de la chaussure, l'État a un centre de production à São João Batista.
Dans l'industrie électroménager, les ventes d'équipements dits "ligne blanche" (réfrigérateur, climatisation et autres) ont atteint 12,9 millions d'unités en 2017. Le secteur a connu un pic de ventes en 2012, avec 18,9 millions unités. Les marques les plus vendues étaient Brastemp, Electrolux, Consul et Philips. Consul est originaire de Santa Catarina, a fusionné avec Brastemp et fait aujourd'hui partie de la multinationale Whirlpool Corporation.

## Tourisme

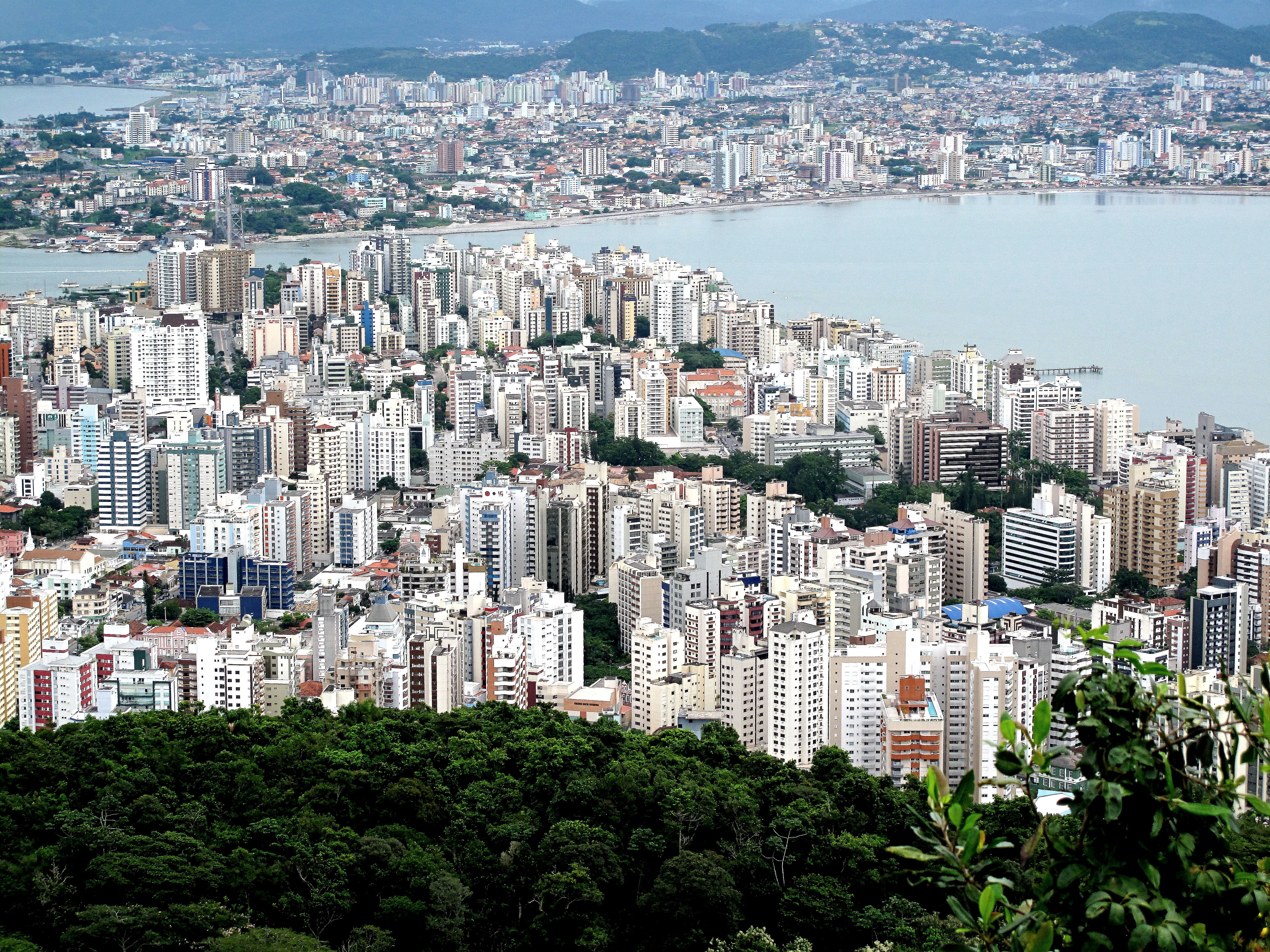
Florianópolis.

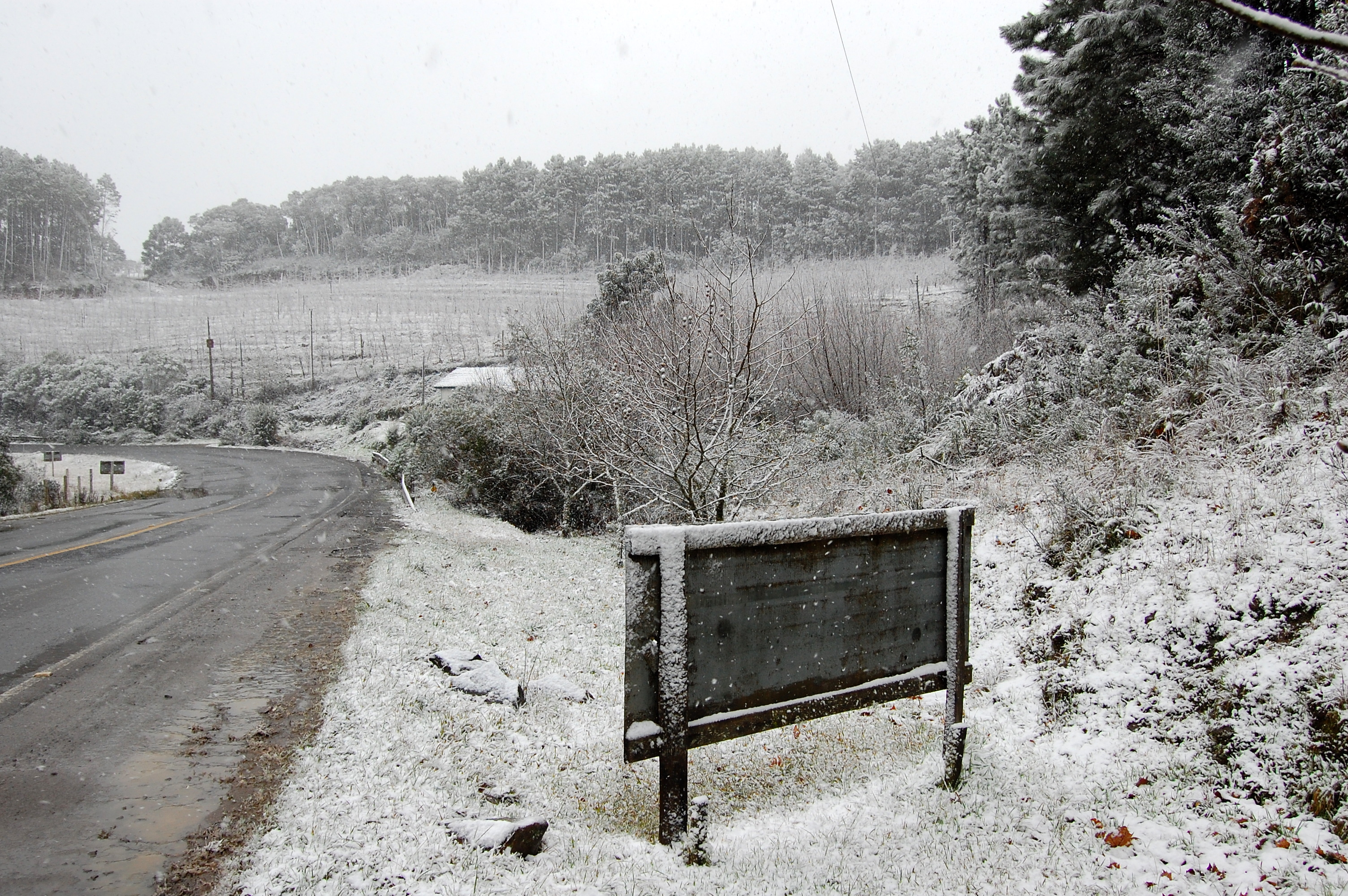
Neige dans les Alpes de Santa Catarina.

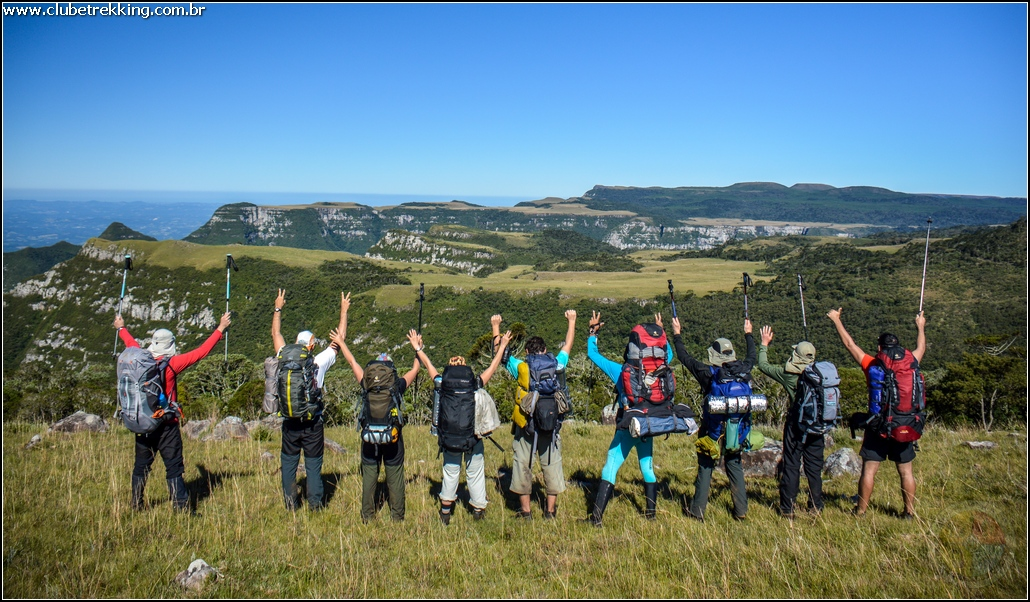
Randonnée dans la Serra do Rio do Rastro.

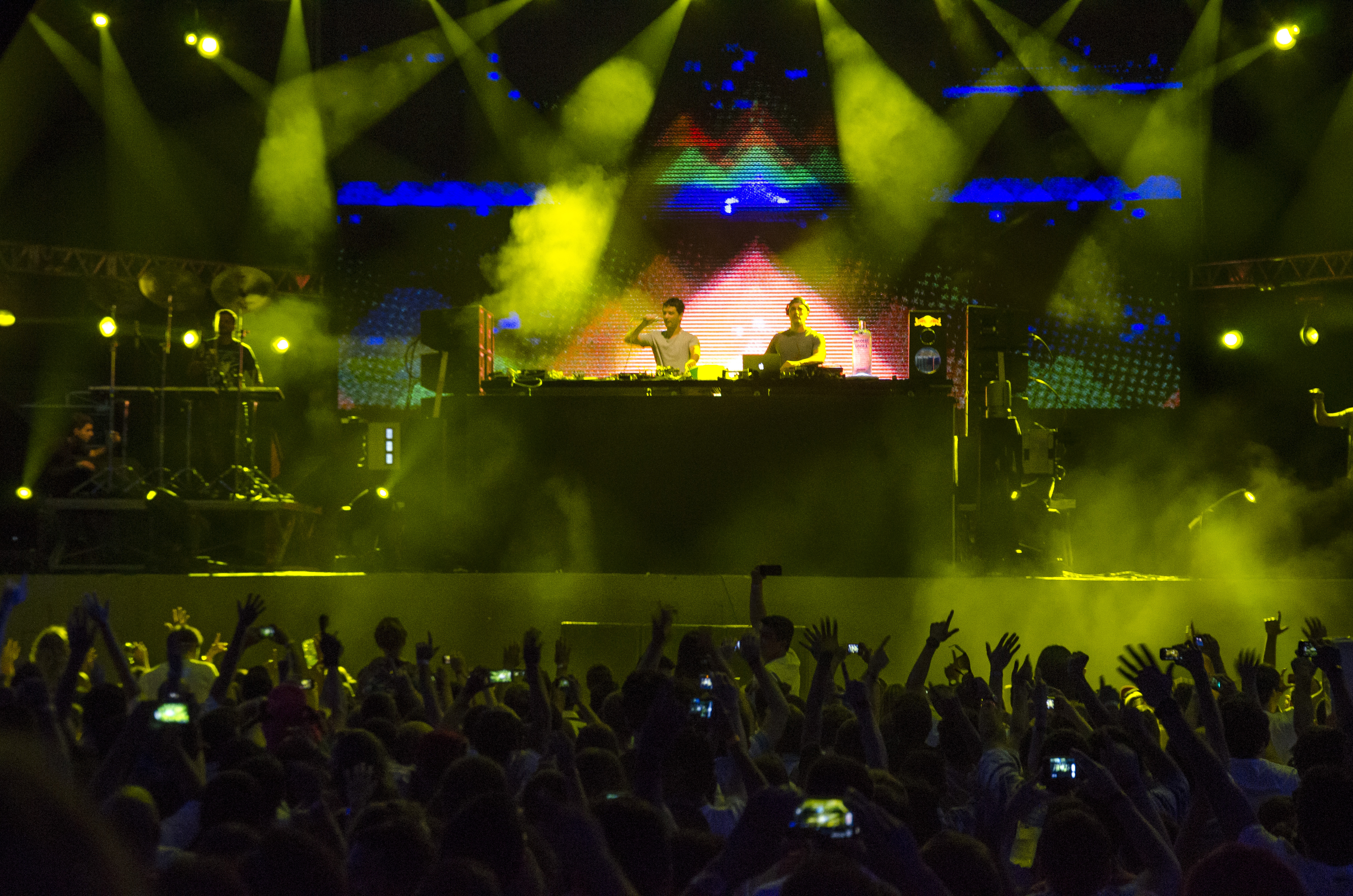
Une fête au Jurerê Internacional.

En 2019, sur les 10 villes brésiliennes les plus visitées par les touristes internationaux, 3 se trouvaient à Santa Catarina. L'État possède la deuxième ville la plus visitée du Brésil (Florianópolis), en plus de Bombinhas et Balneário Camboriú. Itapema est dans la liste des 15 plus visités.
Santa Catarina a plusieurs destinations et événements tout au long de l'année : tourisme rural, stations thermales, tourisme écologique et sports d'aventure, monuments et lieux historiques, tourisme religieux, parcs Beto Carrero World et Unipraias à Balneário Camboriú et établissements balnéaires de localités à Florianópolis, Laguna, Porto Belo et Itajaí,.
Certains de ces endroits ne peuvent être vus qu'en basse saison, comme la neige sur la chaîne de montagnes Catarinense, l'un des endroits au Brésil où il neige chaque année.
Entre juillet et novembre, la baleine franche australe visite la côte de l'État. La municipalité de Timbó est un centre de sports d'aventure comme le rafting et le canyoning.
Des fêtes populaires ont lieu en octobre. Le Blumenau Oktoberfest est le plus grand au Brésil et le deuxième au monde (après Munich en Allemagne).
 Joinville est la ville qui accueille le célèbre "Joinville Dance Festival" en juillet, le "Flower Festival" annuel en novembre qui met en valeur les orchidées produites dans la région et de nombreux événements d'entreprise dans son centre de congrès,.
Florianópolis, la capitale / île de l'État attire un grand nombre de touristes pendant les mois d'été qui visitent ses 42 plages.
Il existe également de nombreuses stations touristiques plus petites, notamment la capitale ultra-légère Itapema, Piçarras, Barra Velha et Penha, qui abrite le célèbre parc d'attractions Beto Carrero World.
Une collaboration intéressante entre l'homme et la faune s'est développée à  Laguna (ville natale d'Anita Garibaldi, épouse et compagne d'armes du Unification de l'Italie révolutionnaire Giuseppe Garibaldi) : un banc de grands dauphins guide les poissons vers les pêcheurs qui se trouvent sur la plage en eau peu profonde. Puis un dauphin tourne, que les pêcheurs prennent comme un signe pour jeter leurs filets. Les dauphins se nourrissent des poissons en fuite. Les dauphins n'ont pas été formés pour ce comportement; la collaboration est signalée depuis 1847,.La baleine franche australe peut également être vue dans le lagon depuis le rivage pendant les saisons d'hiver et de printemps.

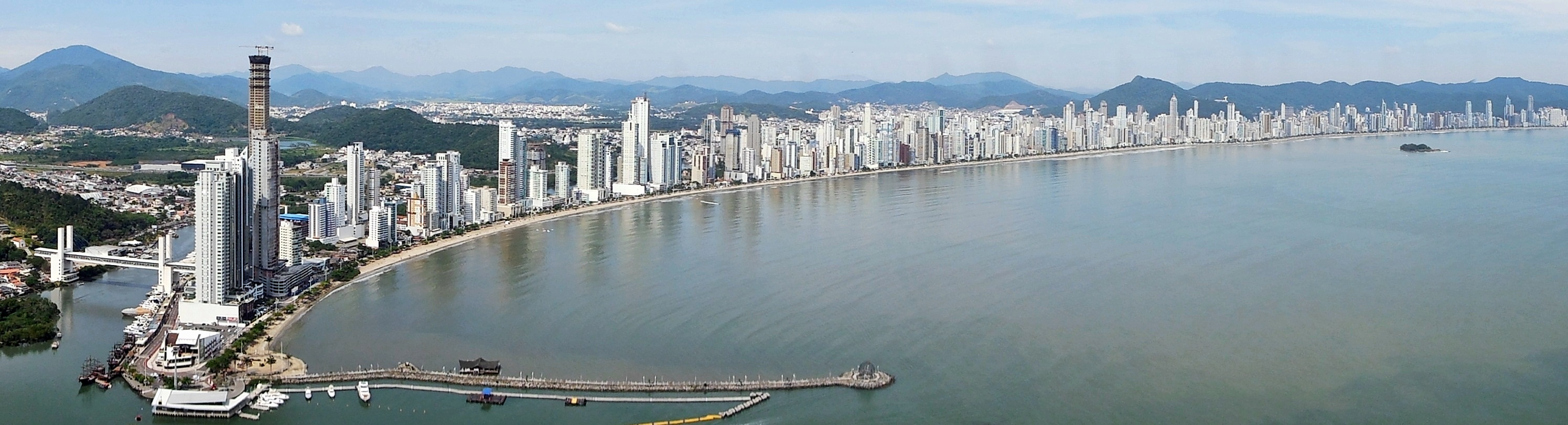
Balneário Camboriú, le "Dubai brésilien".

## Infrastructures

### Routes

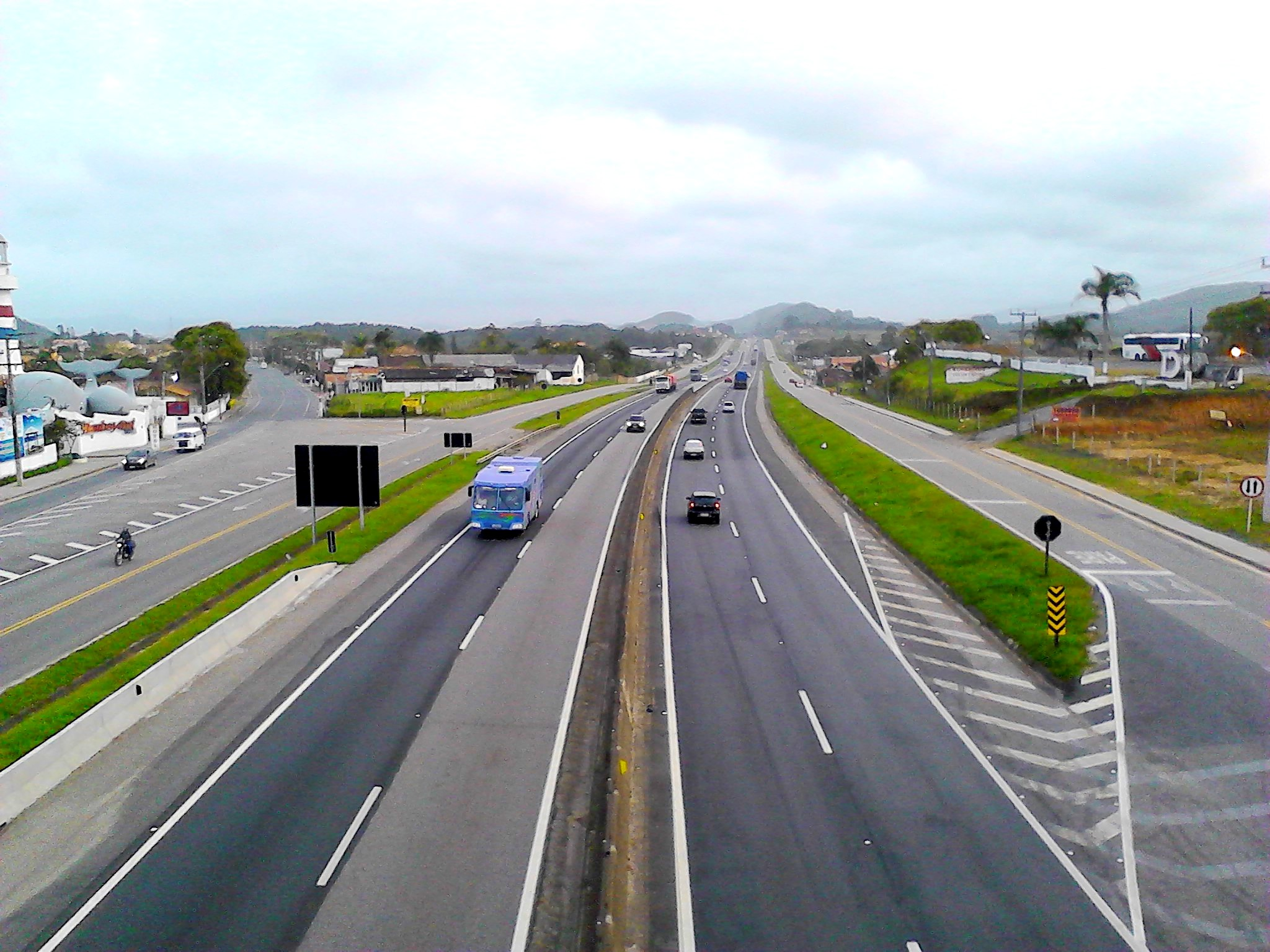
BR-101 près de Barra Velha.

En 2019, Santa Catarina comptait 62 871 km de routes, dont 9 321 km étaient goudronnées, et parmi celles-ci, 556 km étaient des autoroutes.
La route principale est la BR-101, qui est complètement dupliquée, passant le long de la côte, où se trouvent la plupart des 25 villes de l'état de Santa Catarina avec le PIB le plus élevé. Autre important les autoroutes de l'état sont BR-470 et BR-280, qui subissent actuellement des travaux de dédoublement, BR-116, BR-282, BR-153 et BR-158.

### Aéroports
Comme il s'agit d'un État sans grandes métropoles, avec des villes de moins de 600 000 habitants, Santa Catarina possède d'importants aéroports répartis dans tout l'État. Cinq d'entre eux effectuent des vols commerciaux :
Florianópolis, la capitale, est desservie par l'aéroport international Hercílio Luz pour les vols nationaux et internationaux. Le trafic a considérablement augmenté et en octobre 2019, un nouvel aéroport a été ouvert pour accueillir 2,7 millions de passagers par an,,.
À Navegantes se trouve l'Aéroport international de Navegantes, le deuxième plus grand de Santa Catarina et la principale porte d'entrée de la région de Vale do Itajaí, composée de 12 municipalités avec un PIB de 49 milliards de reais, ce qui correspond à 15,3 % du PIB de l'État. L'aéroport a une capacité de 3,5 millions de passagers par an.
À Joinville, il y a l'aéroport Joinville-Lauro Carneiro de Loyola, qui dessert la plus grande ville de l'État de Santa Catarina, avec 590 000 habitants. La région de Joinville représente 18,3 % du PIB de l'État et constitue l'un des pôles industriels les plus importants du développement du sud du pays. L'aéroport a une capacité de 800 mille passagers/an.
À Chapecó se trouve l'Aéroport de Chapecó, qui dessert la plus grande ville de l'ouest de l'État. L'aéroport accueille environ 500 000 passagers par an,.
Dans la zone proche de Criciúma, la célèbre région charbonnière du Brésil, l'Aéroport régional de Jaguaruna a été ouvert en 2014 et, en 2023, il accueillait environ 120 000 passagers par an.

### Ports

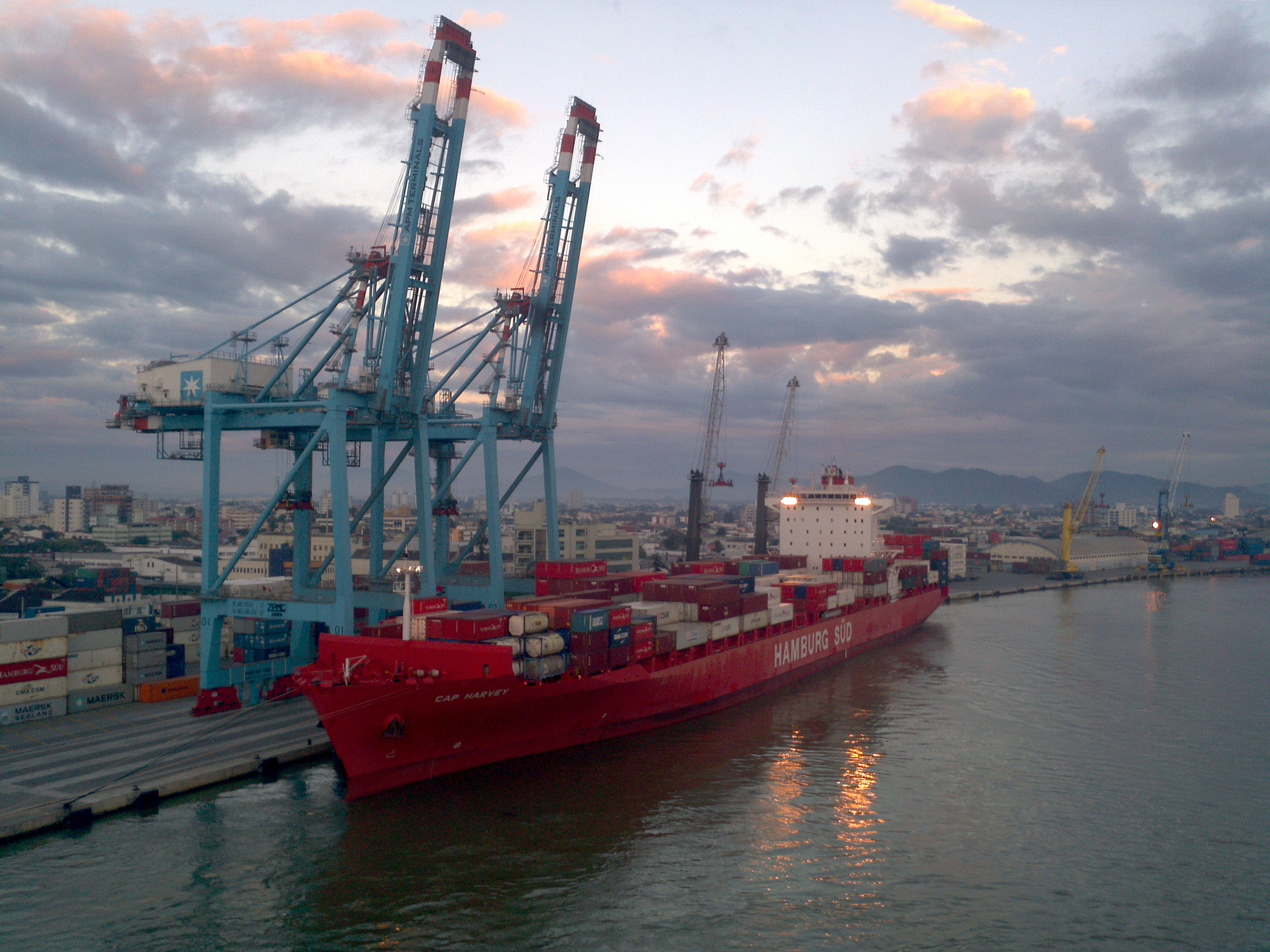
Le Port d'Itajaí est l'un des principaux ports du Brésil.

L'État compte cinq ports spécialisés - Itajaí, São Francisco do Sul, Itapoá, Imbituba et Navegantes - les deux premiers étant d'une grande importance. São Francisco do Sul est un important exportateur de soja, de bois et de pâte à papier, et un importateur de matériaux en acier, tels que des barres et des bobines d'acier, ainsi que des engrais et de l'urée. Itajaí exporte de nombreux produits à base de poulet, de bois et de viande et importe divers produits mécaniques et électroniques, chimiques et textiles. Imbituba représente un terminal charbonnier et Laguna, un port de pêche. Itajaí a eu un mouvement de fret de 18,9 millions de tonnes en 2021, et São Francisco do Sul, 13,6 millions, étant parmi les 10 plus importants du pays,.

## Sport

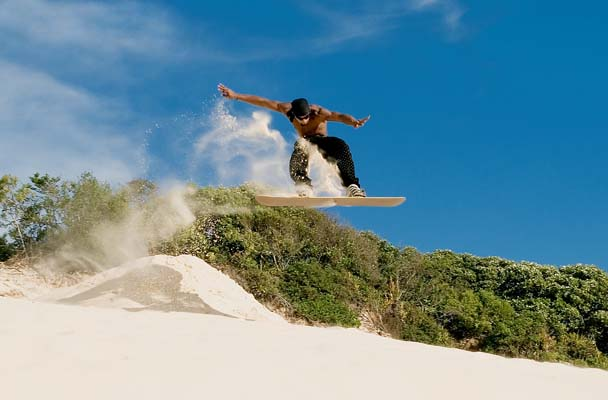
Sandboarder dans les dunes de Florianópolis.

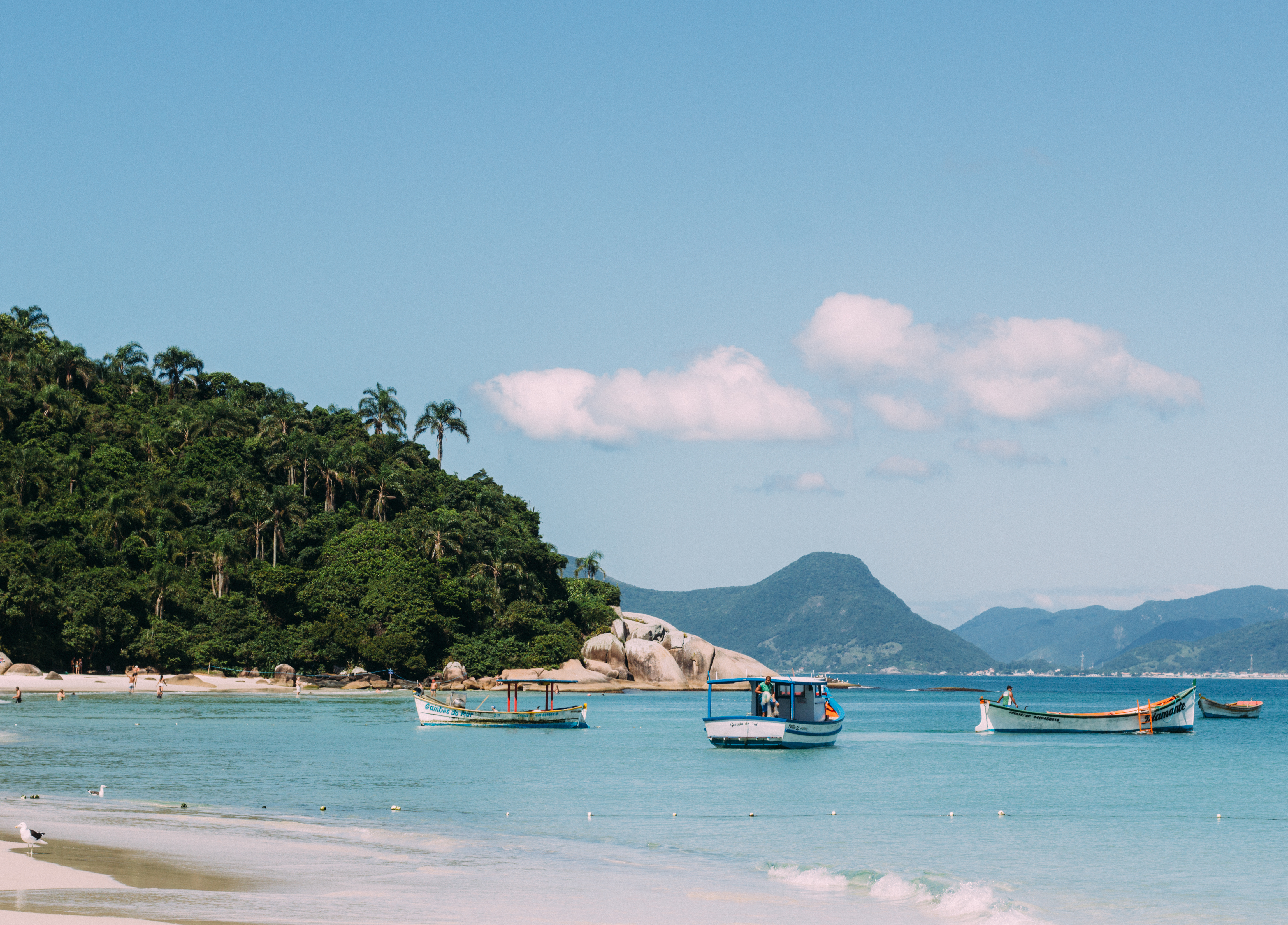
Plage de Campeche à Florianópolis.

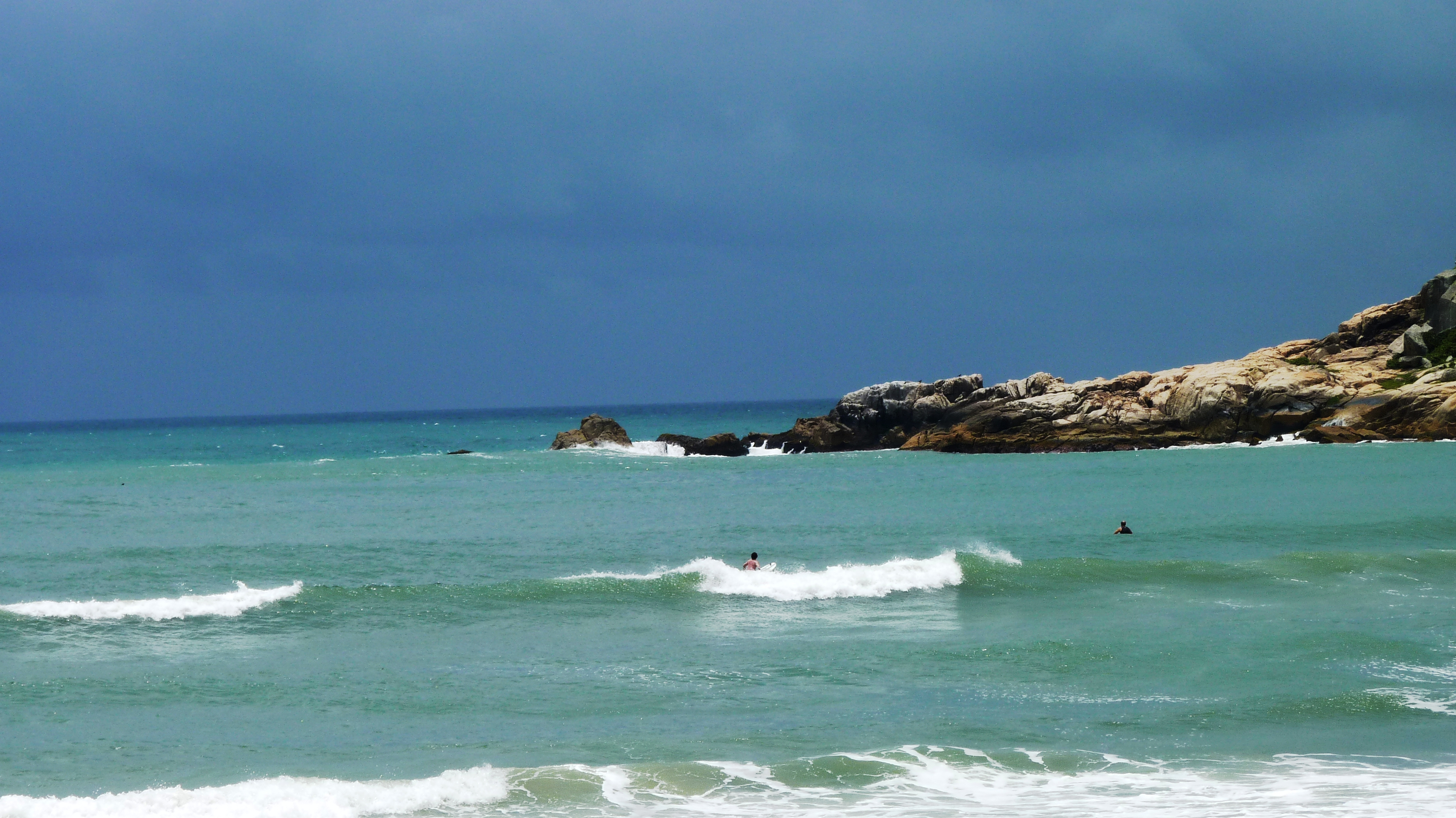
Plage de Rosa à Imbituba.

Des athlètes importants sont nés dans l'état de Santa Catarina, tels que : Gustavo Kuerten, le plus grand joueur de tennis masculin de l'histoire du pays ; Pedro Barros, l'un des patineurs les plus importants du pays avec Bob Burnquist ; Darlan Romani, champion du monde de lancer du poids, Tiago Splitter, champion du NBA, Fernando Scherer, médaillé olympique et champion du monde de natation, et Ana Moser, médaillée olympique de volleyball.
Les principaux clubs de football de Santa Catarina sont :
Criciuma EC de Criciúma. Criciúma EC, également connu sous le nom de "Tigre", a été le champion de la Copa do Brasil (Coupe du Brésil) en 1991, le championnat le plus important remporté par une équipe de Santa Catarina depuis longtemps. Criciúma est la seule équipe de Santa Catarina à avoir disputé la Copa Libertadores de América, en 1992, alors qu'elle était 5e. Criciúma a également remporté la deuxième série brésilienne 2002 et la série C 2006. Criciuma joue actuellement dans le Campeonato Brasileiro Série B, la deuxième division nationale brésilienne.
Figueirense FC noir et blanc de Florianópolis. Ses surnoms sont Figueira (Figuier) et O Furacão do Estreito (L'ouragan d'Estreito). Son stade est l'Orlando Scarpelli, situé dans le quartier d'Estreito sur le continent de la ville. Figueirense joue actuellement dans le Campeonato Brasileiro Série B, la deuxième division du football brésilien.
Avaí FC, bleu et blanc de Florianópolis. Il est également connu sous le nom de O Leão da Ilha (Le Lion de l'île). Leur stade est l'Aderbal Ramos da Silva, populairement connu sous le nom de Ressacada, situé dans le quartier de Carianos, au sud de l'île. Avaí joue actuellement dans le Campeonato Brasileiro Série B, la deuxième division du football brésilien.
Joinville Esporte Clube de Joinville. Il est également connu sous le nom de "Tricolore" ou "JEC". JEC a remporté le Campeonato Brasileiro Série B, la deuxième division du football brésilien, en 2014 et a été promu au Campeonato Brasileiro Série A, la première division, mais joue actuellement dans le Campeonato Brasileiro Série C, la troisième division, après deux relégations consécutives.
Association de football Chapecoense de Chapecó. Chapecoense joue dans le Campeonato Brasileiro Série A, la première et principale division du football brésilien. Le club se remet actuellement de la perte de la quasi-totalité de sa première équipe dans un accident d'avion en 2016.
Sur le surf, en général, l'île de Campeche est considérée comme ayant les vagues les meilleures et les plus constantes du Brésil, et en avril de chaque année, elle accueille ce qui est actuellement la seule compétition de surf professionnelle sur le World Championship Tour of the ASP (Association des Surfeurs Professionnels) d'Amérique du Sud. Le Brésil a accueilli de nombreux événements de tournée ASP au cours des 30 dernières années. Les sites précédents du concours incluent Rio de Janeiro, Barra de Tijuca et Saquarema, mais depuis quatre ans, la tournée est basée à Florianópolis. Précédemment disputés vers la fin du circuit, plusieurs champions du monde ASP ont été sacrés au Brésil ces dernières années. En 2004 c'était Andy Irons, et en 2005 c'était Kelly Slater (qui avait déjà son titre mondial ASP 2006 cousu par le Brésil).

Arena Condá, à Chapecó, le plus grand stade de Santa Catarina et domicile de Chapecoense.

## Démographie

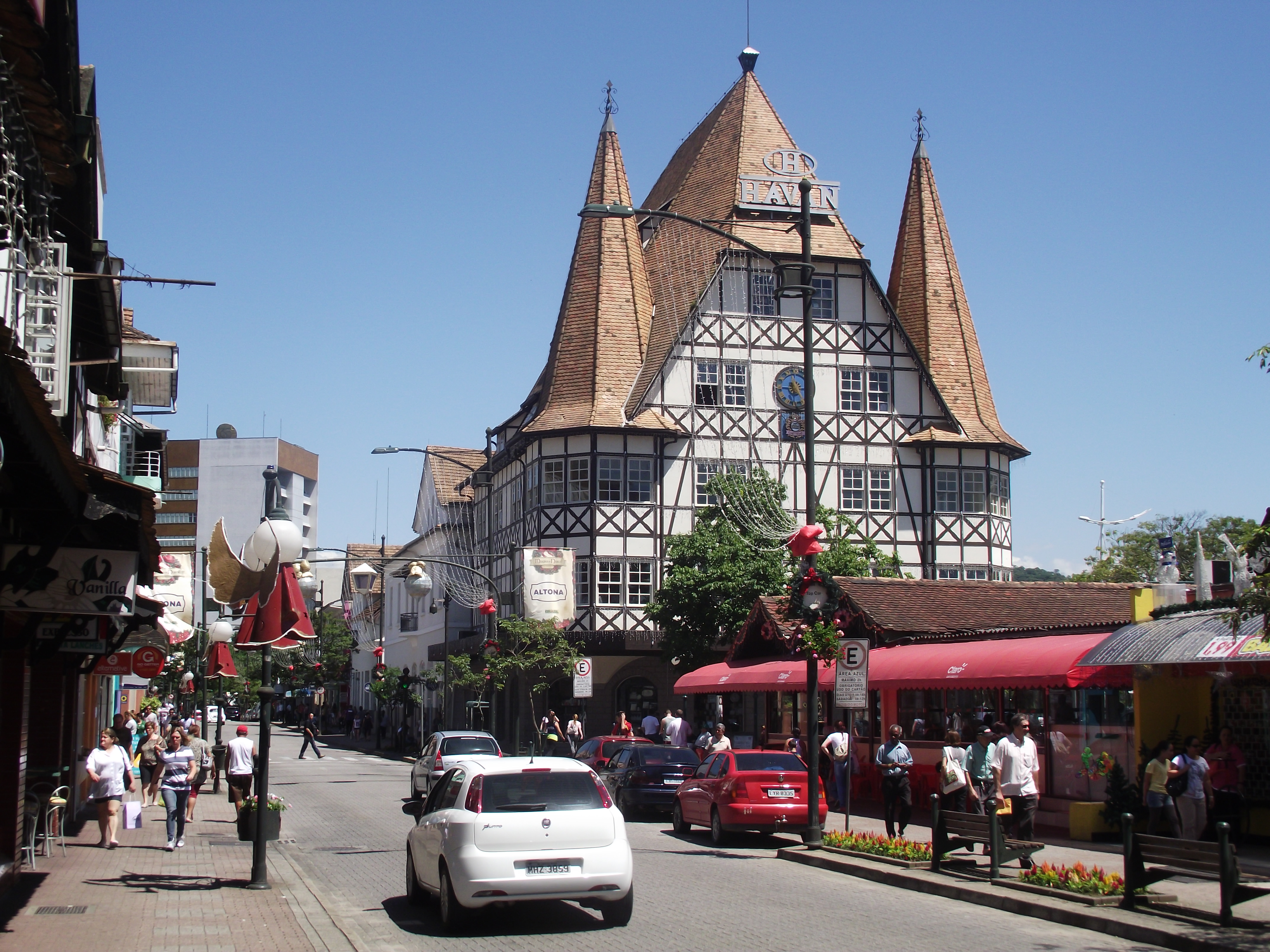
Centre-ville de Blumenau.

80 % de la population de l'État descend des immigrants italiens et des immigrants allemands (pt) et belges venus à la fin du XIXe siècle. Il faut se rappeler le contexte économique et social de l’Europe dans la seconde moitié du XIXe siècle : une grave crise économique secouait la contrée due à la Révolution industrielle, qui provoquait le chômage en masse, la faim et l’appauvrissement de la population rurale.

### Liste des villes
Les 10 principales villes de l'État, en juillet 2006, sont les suivantes (par ordre décroissant de population):
- Joinville
- Florianópolis
- Blumenau
- São José
- Criciúma
- Chapecó
- Lages
- Itajaí
- Jaraguá do Sul
- Palhoça

## Microrégions
Santa Catarina est divisé en vingt microrégions:
1. Araranguá
2. Blumenau
3. Campos de Lages
4. Canoinhas
5. Chapecó
6. Criciúma
7. Concórdia
8. Curitibanos
9. Florianópolis
10. Itajaí
11. Ituporanga
12. Joaçaba
13. Joinville
14. Rio do Sul
15. São Bento do Sul
16. São Miguel do Oeste
17. Tabuleiro
18. Tijucas
19. Tubarão
20. Xanxerê

## Culture

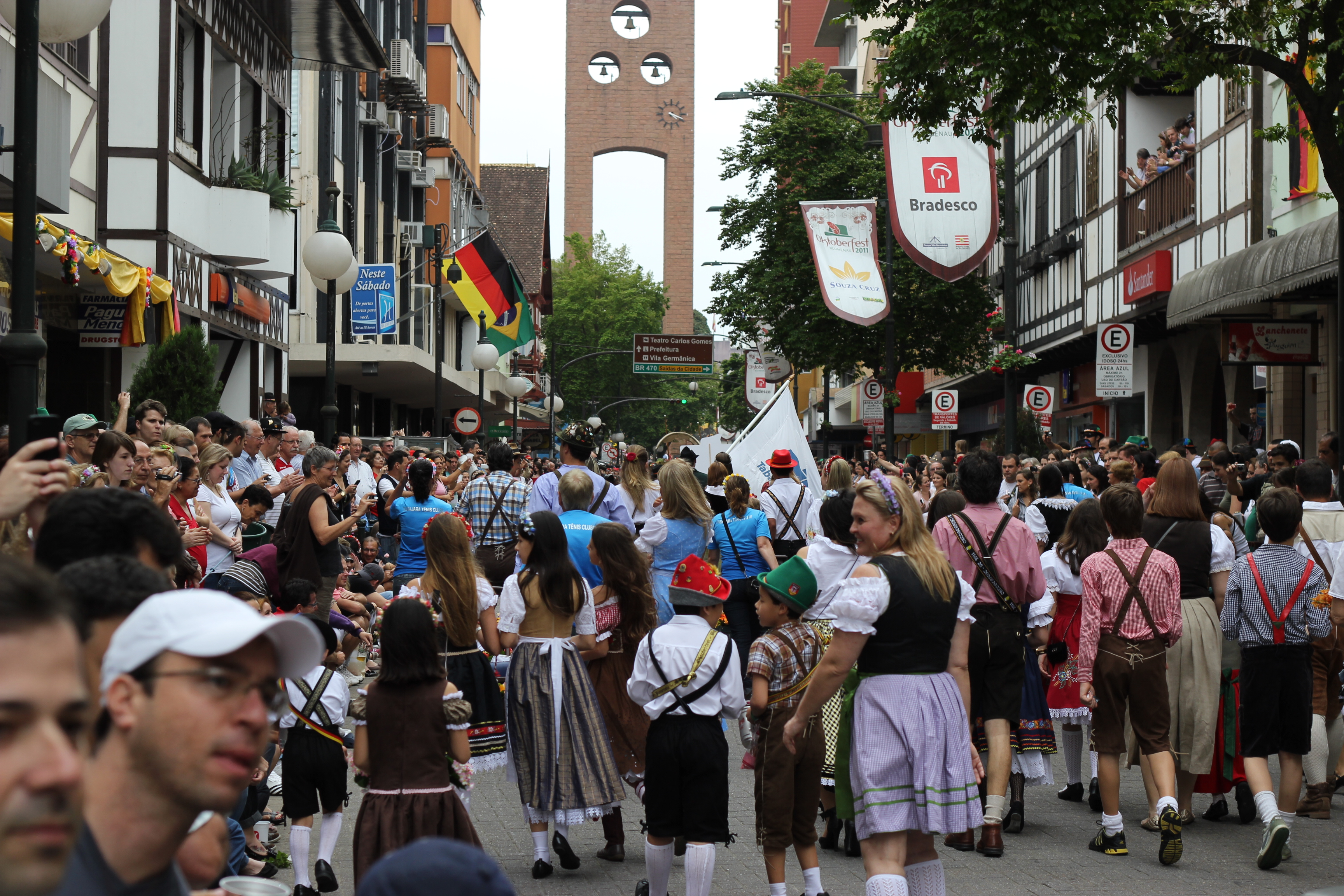
Oktoberfest de Blumenau.

L'héritage germanique transparaît dans l'architecture bavaroise de certaines villes de l'État, ainsi que la fête de la bière qui y est fêtée pendant trois semaines (Oktoberfest), particulièrement à Blumenau,. Subsistent à Blumenau, les anciens bâtiments de la Brasserie Feldmann (pt), fondée en 1898 par le brasseur et immigrant allemand Heinrich Feldmann.